# Euplectrus hircinus
Euplectrus hircinus är en stekelart som först beskrevs av Thomas Say 1836.  Euplectrus hircinus ingår i släktet Euplectrus och familjen finglanssteklar. Inga underarter finns listade i Catalogue of Life.